# Parade of the Athletes

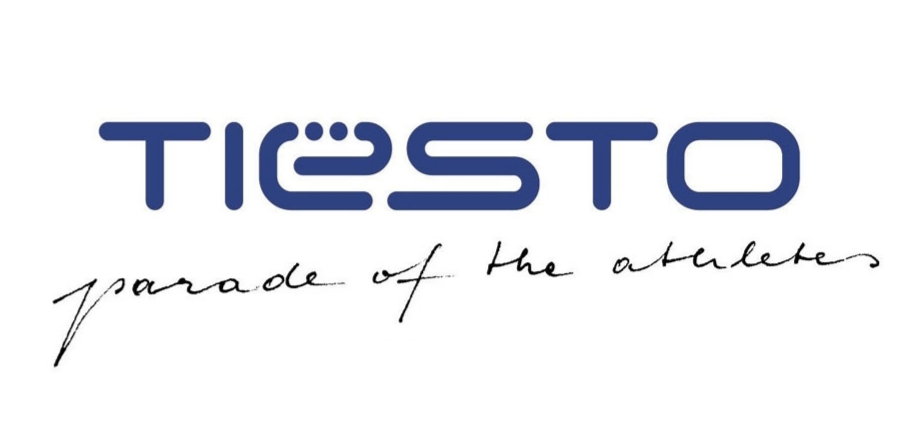
Logotipo del nombre del álbum recopilatorio Parade of the Athletes de Tiësto

Parade of the Athletes é o CD que resume o set que DJ Tiësto tocou durante a abertura dos Jogos Olímpicos de Verão de 2004, em Atenas. Esta foi a primeira vez que um DJ foi convidado para tocar durante uma cerimónia olímpica. Todas as músicas do álbum são da autoria de Tiësto, à excepção de  "Adagio for Strings", que é um remake de uma peça clássica de Samuel Barber, e "Athena", remake de "Adagio in G Minor", de Albinoni.

## Faixas
| Título                      | Duração |
| --------------------------- | ------- |
| Heroes                      | 8:36    |
| Breda 8pm [DJ Montana Edit] | 6:43    |
| Ancient History             | 6:06    |
| Traffic                     | 4:13    |
| Euphoria                    | 6:05    |
| Athena                      | 6:17    |
| Olympic Flame               | 5:34    |
| Lethal Industry             | 4:36    |
| Coming Home                 | 6:28    |
| Adagio for Strings          | 5:57    |
| Victorious                  | 4:38    |
| Forever Today               | 7:06    |